# علی بازماندگان
علی محمد بازماندگان (انگلیسی: Ali Mohammed Bazmandegan؛ زادهٔ ۱۵ مارس ۱۹۹۳) یک بازیکن فوتبال ایرانی است که در قطر بازی می کند.